# Isopropóxido de aluminio
El isopropóxido de aluminio es un compuesto químico que suele describirse con la fórmula Al(O-i-Pr)3, donde i-Pr es el grupo isopropilo (-CH(CH3)2). Este sólido incoloro es un reactivo útil en síntesis orgánica.

## Estructura
La estructura tetramérica del material cristalino se verificó mediante espectroscopia de RMN y cristalografía de rayos X. La especie se describe mediante la fórmula Al[(μ-O-i-Pr)2Al(O-i-Pr)2]3. El único Al central es octaédrico, y otros tres centros de Al adoptan geometría tetraédrica. La simetría de grupo puntual idealizada es D3.

## Preparación
Este compuesto está disponible comercialmente. Industrialmente, se prepara mediante la reacción entre alcohol isopropílico y aluminio metálico, o tricloruro de aluminio:
2 Al + 6 iPrOH → 2 Al(O-i-Pr)3 +3H2
AlCl3 + 3 iPrOH → Al(O-i-Pr)3 + 3 HCl
El procedimiento consiste en calentar una mezcla de aluminio, alcohol isopropílico, con una pequeña cantidad de cloruro mercúrico. El proceso se produce mediante la formación de una amalgama del aluminio. A veces se añade una cantidad catalítica de yodo para iniciar la reacción. La vía industrial no utiliza mercurio.

## Reacciones
El isopropóxido de aluminio se utiliza en las reducciones MPV de cetonas y aldehídos y en la oxidación Oppenauer de alcoholes secundarios. En estas reacciones, se supone que el clúster tetramérico se disgrega. Se utiliza en la reacción de Tishchenko.
Como alcóxido básico, el Al(O-i-Pr)3 también se ha investigado como catalizador para la polimerización por apertura de anillo de ésteres cíclicos.

## Historia
El isopropóxido de aluminio apareció por primera vez en la tesis de maestría del químico orgánico ruso Vyacheslav Tishchenko (Вячеслав Евгеньевич Тищенко, 1861-1941), que se reimprimió en el Journal of the Russian Physico-Chemical Society (Журнал Русского Физико-Химического Общества) de 1899. Esta contribución incluía una descripción detallada de su síntesis, su peculiar comportamiento fisicoquímico y su actividad catalítica en la reacción de Tishchenko (transformación catalítica de aldehídos en ésteres). Más tarde, en 1925, Meerwein y Schmidt descubrieron que también mostraba actividad catalítica como agente reductor en la reducción Meerwein-Ponndorf-Verley ("MPV"). La reacción inversa de la MPV, la oxidación de un alcohol a una cetona, se denomina oxidación de Oppenauer. La oxidación de Oppenauer original empleaba butóxido de aluminio en lugar de isopropóxido.